# Teca (botánica)

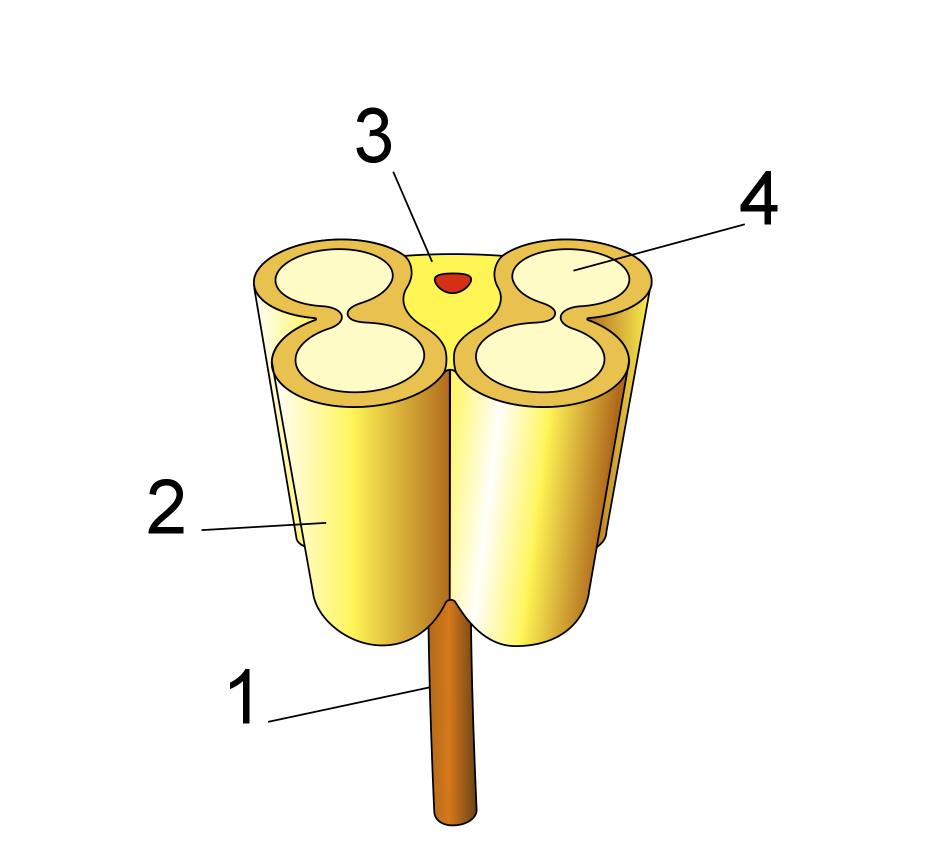
Diagrama de una antera en sección transversal. 1: Filamento; 2: Teca; 3: Conectivo (los vasos conductores en rojo); 4: Saco polínico (también llamado esporangio).

sacos polínicos. por una parte de la flor tiene 4 partes 
1-filamento 
2- teca 
3-conectivo